# Dorénaz
Dorénaz es una comuna suiza situada en el distrito de San Mauricio, en el cantón del Valais. Tiene una población estimada, a fines de 2023, de 1103 habitantes.